# Alabat
Alabat là một đô thị cấp năm ở tỉnh Quezon, Philippines. Theo điều tra dân số năm 2007, đô thị này có dân số 14.789..

## Các đơn vị hành chính
Alabat, về mặt hành chính, được chia thành 19 khu phố (barangay).
| - Angeles - Bacong - Balungay - Buenavista - Caglate - Camagong - Gordon - Pambilan Norte - Pambilan Sur - Barangay 1 (Pob.) | - Barangay 2 (Pob.) - Barangay 3 (Pob.) - Barangay 4 (Pob.) - Barangay 5 (Pob.) - Villa Esperanza - Villa Jesus Este - Villa Jesus Weste - Villa Norte - Villa Sto. Niño - Villa Victoria |